# Acidithiobacillus ferrianus
Espèce
Acidithiobacillus ferrianus est la dernière espèce décrite du genre bactérien Acidithiobacillus composé de bactéries à Gram négatif de la famille Acidithiobacillaceae et incluse dans les Pseudomonadota.

## Taxonomie
Le nom correct complet (avec auteur) de ce taxon est Acidithiobacillus ferrianus Norris et al. 2020.

### Étymologie
Le genre Acidithiobacillus a été nommé ainsi d'après les caractéristiques qui lui sont propres. L'étymologie de l'espèce Acidithiobacillus ferrianus est la suivante : fer.ri.a’nus L. neut. n. ferrum, fer; L. masc. n. Ianus, Dieu romain; N.L. masc. n. ferrianus.

### Historique
Cette espèce décrite en 2020, est la dernière espèce décrite en date dans le genre Acidithiobacillus et ainsi directement classée dans la classe des Acidithiobacillia créée en 2013.